# Thomas Bein (Germanist)
Thomas Bein (* 1957 in Essen) ist ein deutscher germanistischer Mediävist.

## Leben
Bein studierte von 1979 bis 1985 an der Universität Bonn die Fächer Germanistik, Romanistik und Philosophie und schloss sein Studium mit dem Magister Artium ab. Im Jahr 1987 promovierte er und war von 1990 bis 1996 als wissenschaftlicher Assistent tätig. Nach der Habilitation im Jahr 1996 mit dem Erwerb der Venia Legendi für Germanistische Mediävistik war er von 1996 bis 1999 Oberassistent am Germanistischen Seminar der Universität Bonn. Anschließend war er bis zu seiner Emeritierung am 1. August 2023 Professor für Germanistik/Mediävistik an der RWTH Aachen.

## Forschung
Beins Forschungsschwerpunkte waren und sind Walther von der Vogelweide, Editionstheorie und Editionspraxis, Germanistische Mediävistik und Neue Medien sowie Propädeutik (Wissenschaftsdidaktik).
Mehrere Jahrzehnte hat sich Bein vor allem mit Walther von der Vogelweide befasst, zunächst als Assistent von Christoph Cormeau in Bonn. Er war beteiligt an der 14. Auflage der traditionsreichen Walther von der Vogelweide-Textedition, deren Ursprünge zu Karl Lachmann in das frühe 19. Jahrhundert zurückgehen. 2013 gab er alleinverantwortlich an der RWTH Aachen die 15. Auflage heraus, dabei erstmals zahlreiche Walther-Texte in variierenden handschriftlichen Fassungen berücksichtigend. Zehn Jahre später folgte 2023 die 16. Auflage, revidiert, verbessert und aktualisiert. Diese Auflage war Grundlage für die ebenfalls 2023 erschienene vollständigste und aktuellste Übersetzung der Walther-Texte ins Neuhochdeutsche.

## Schriften (Auswahl)
- Sus hup sich ganzer liebe vrevel. Studien zu Frauenlobs Minneleich. Frankfurt am Main 1988, ISBN 3-8204-1438-X.
- Textkritik. Eine Einführung in Grundlagen der Edition altdeutscher Dichtung (= Göppinger Arbeiten zur Germanistik. Band 519). Kümmerle Verlag, Göppingen 1990, ISBN 3-87452-759-X.
- Walther von der Vogelweide. Stuttgart 1997, ISBN 3-15-017601-8.
- „Mit fremden Pegasusen pflügen“. Untersuchungen zu Authentizitätsproblemen in mittelhochdeutscher Lyrik und Lyrikphilologie. Berlin 1998, ISBN 3-503-03797-7.
- Walther von der Vogelweide. Leich, Lieder, Sangsprüche. 16., verbesserte und aktualisierte Auflage. Basierend auf der von Christoph Cormeau besorgten 14. Ausgabe Karl Lachmanns und der von Thomas Bein um Fassungseditionen, Erschließungshilfen und textkritische Kommentare erweiterten 15. Auflage. Herausgegeben von Thomas Bein. Edition der Melodien von Horst Brunner. De Gruyter, Berlin/Boston 2023, ISBN 978-3-11-079873-9, e-ISBN 978-3-11-098060-8.
- Walther von der Vogelweide. Leich, Lieder, Sangsprüche. Ins Neuhochdeutsche übersetzt von Thomas Bein. Auf der Grundlage der mittelhochdeutschen Textausgabe von Karl Lachmann (1827/1843), Christoph Cormeau (1996) und Thomas Bein (16. Auflage 2023). De Gruyter, Berlin/Boston 2023, ISBN 978-3-11-079880-7, e-ISBN 978-3-11-098064-6.